# Beyond the Forbidden Forest
Beyond the Forbidden Forest (englisch; auf Deutsch etwa Jenseits des verbotenen Waldes) ist ein Computerspiel für den Commodore 64, das 1985 vom US-Studio Cosmi entwickelt wurde. Es ist der Nachfolger von Forbidden Forest (1983).

## Spielprinzip und Technik
Der Spieler steuert einen Bogenschützen und muss den Endgegner, ein Schlangenwesen namens Demogorgon, vernichten. Im Gegensatz zur Vorgängerversion kann der Spieler in die Bildschirmtiefe hinein- oder hinauslaufen und selbst aus dem Bildschirm heraus, in Richtung des realen Spielers, schießen, was dem Spiel den Eindruck einer dreidimensionalen Gestaltung verschafft. Zudem ändert sich die Tageszeit, der Bildschirm wird zunehmend dunkler.
Die Zielrichtung des Pfeiles ist etwas umständlich einzustellen: Die Höhe, die ebenfalls wie der Schuss selbst mit dem Feuerknopf ausgewählt wird, kann links und rechts am Bildschirmrand durch einen grauen Balken abgelesen werden. Die Schussrichtung erfolgt dann durch die Steuerung der Spielfigur.
Es gilt anfangs, Würmer zu vernichten, die an zufälligen Stellen aus dem Boden kommen, und den Baumstämmen sehr ähneln. Des Weiteren gibt es Fledermäuse, Skorpione, Bienen, einen Affen und eine Hydra. Das Spiel hat einen gehobenen Schwierigkeitsgrad.
Das Spiel läuft mit der sogenannten OmniDimension-4D-Technik. Die Grafik ist grob-pixelig und ähnelt sehr der zwei Jahre älteren Vorgängerversion.

## Entwicklungsgeschichte
Die Musik für den C64-Soundchip SID schrieb Paul Norman, der auch den ersten Teil mit programmierte. Die Musik war der Atmosphäre des Spiels angepasst und erhielt bei Bewertungen Höchstnoten.
2003 erschien mit Forbidden Forest 3: The Adventure Continues ein Nachfolger für Windows- und Mac-PCs, ebenfalls entwickelt von Cosmi.

## Rezeption
Die deutsche ASM bezeichnete Grafik und Sound als „nicht gut gelungen“. Redakteur Rupert Hine zeiget sich vom brutalen Spielgeschehen („Körperteile fliegen in die Luft, Blut spritzt über den Bildschirm“) abgestoßen.